# 泥龜科
泥龜科（學名：Dermatemydidae）是龜鱉目下的一個科，由約翰·愛德華·格雷在1870年命名，僅存泥龜存活至今。

## 屬
- †Baptemys[2]
- 泥龜屬 Dermatemys[1]
- †Gomphochelys[2]
- †Notomorpha[2]